# Дорида (митология)
Вижте пояснителната страница за други значения на Дорида.
Дорида или Дорис (от гръцки език: δωρο – „дар“, „щедра“, „надарена“) в древногръцката митология е една от океанидите, дъщеря на Океан и Тетида. Тя е омъжена за Нерей и техните 50 дъщери се наричат Нереиди.